# Pas en vivant avec son chien
Albums de Magyd Cherfi
La Cité des étoiles
(2004) Catégorie reine
(2017)
Pas en vivant avec son chien est le deuxième album solo de Magyd Cherfi paru le 10 avril 2007. La pochette de l'album a été illustrée par Manu Larcenet.

## Titres de l'album
1. Place de France
2. La tête du Ché
3. La tronche du patrimoine
4. L'oncle d Amérique
5. Ma femme et mes enfants d'abord
6. La sandale magique
7. Le cirque
8. Les chaises qui volent
9. Bénabar ou Delerm
10. À dire ou à taire
11. Les cigarillos
12. Scène 2 ménage "L'utile et l'agréable"